# Aartsbisdom Indianapolis
Het aartsbisdom Indianapolis (Latijn: Archidioecesis Indianapolitana) is een rooms-katholiek aartsbisdom met als zetel Indianapolis, hoofdstad van de Amerikaanse staat Indiana. De aartsbisschop van Indianapolis is metropoliet van de kerkprovincie Indianapolis, waartoe ook de volgende suffragane bisdommen behoren:
- Evansville
- Fort Wayne-South Bend
- Gary
- Lafayette in Indiana

## Geschiedenis
Het aartsbisdom werd opgericht op 6 mei 1834, als het bisdom Vincennes, uit delen van het bisdom Bardstown, en was suffragaan aan het aartsbisdom Baltimore. Op 19 juli 1850 veranderde het van kerkprovincie en werd suffragaan aan het aartsbisdom Cincinnati. Op 28 maart 1898 veranderde het van naam naar bisdom Indianapolis. Op 21 oktober 1944 werd het verheven tot metropolitaan aartsbisdom. 
Het aartsbisdom verloor meermaals gebied bij de oprichting van de bisdommen Chicago (1843), Fort Wayne (1857), en Evansville (1944).

## Parochies
Het aartsbisdom had in 2021 een oppervlakte van 35.362 km2 en telde 2.753.423 inwoners waarvan 8,5% rooms-katholiek was.

## Ordinarii

### Bisschoppen
- Simon William Gabriel Bruté de Rémur (6 mei 1834 - 26 juni 1839)
- Célestine René Laurent Guynemer de la Hailandière (26 juni 1839 - 7 februari 1847; coadjutor sinds 17 mei 1839)
- John Stephen Bazin (23 april 1847 - 23 april 1848)
- Jacques-Maurice des Landes d’Aussac de Saint Palais (3 oktober 1848 - 28 juni 1877)
- Francis Silas Marean Chatard (26 maart 1878 - 7 september 1918)
  - Denis O’Donaghue (hulpbisschop: 13 Feb 1900 - 7 Feb 1910)
- Joseph Chartrand (7 september 1918 - 18 mei 1925; coadjutor sinds 27 juli 1910)
- John Timothy McNicholas (18 mei 1925; niet in bezit genomen)
- Joseph Chartrand (3 juli 1925 - 8 december 1933)

### Aartsbisschoppen
- Joseph Elmer Ritter (bisschop: 24 maart 1934, aartsbisschop: 21 oktober 1944 - 20 juli 1946; hulpbisschop sinds  3 februari 1933, kardinaal in 1961)
- Paul Clarence Schulte (20 juli 1946 - 3 januari 1970)
- George Joseph Biskup (3 januari 1970 - 20 maart 1979; coadjutor sinds 20 juli 1967)
- Edward Thomas O’Meara (21 november 1979 - 10 januari 1992)
- Daniel Mark Buechlein (14 juli 1992 - 21 september 2011)
  - Christopher James Coyne (hulpbisschop: 14 januari 2011 - 22 december 2014, apostolisch administrator: 21 september 2011 - 3 december 2012)
- Joseph William Tobin (18 oktober 2012 - 7 november 2016; kardinaal in 2016)
- Charles Coleman Thompson (13 juni 2017 - heden)

## Galerij van afbeeldingen

Wapen van het aartsbisdom
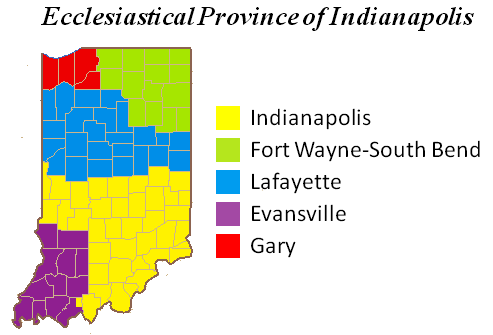
Kerkprovincie met aartsbisdom en suffragane bisdommen
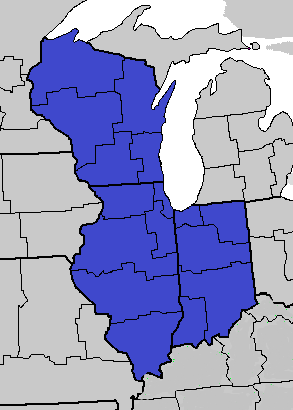
Regio VII van de Amerikaanse bisschoppenconferentie
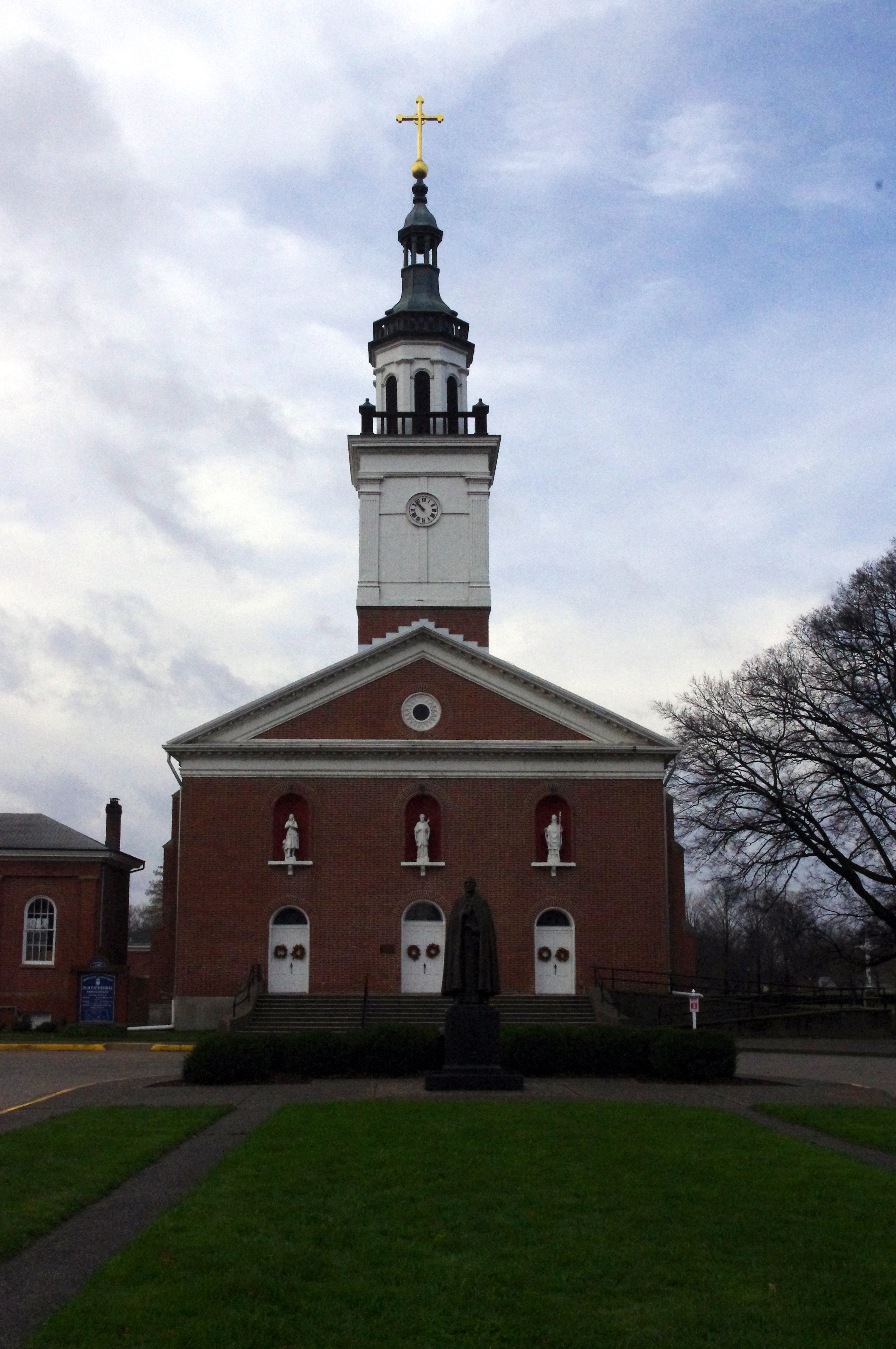
Saint Francis Xavier Basilica in Vincennes
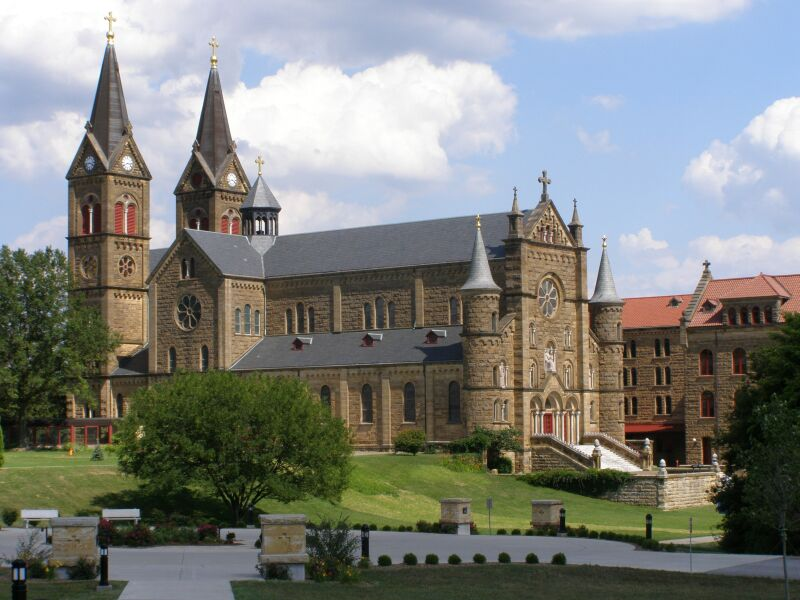
Abdij Saint Meinrad, een van de twee benedictijner aartsabdijen in de Verenigde Staten
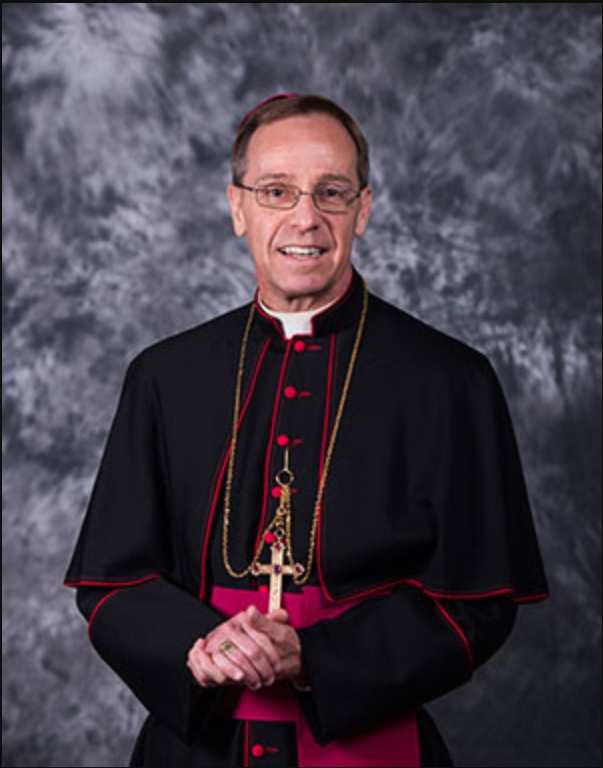
Aartsbisschop Charles Coleman Thompson (2017-heden)
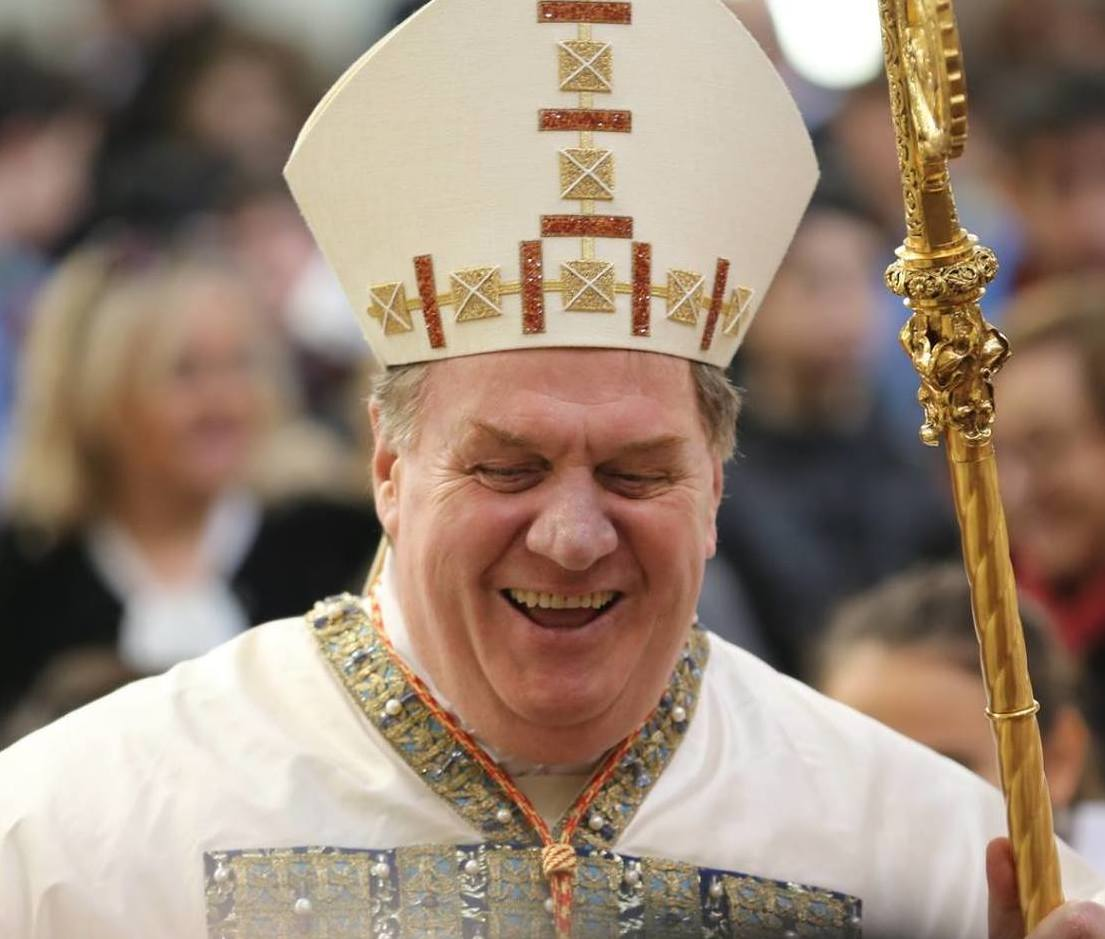
Aartsbisschop Joseph William Tobin (2012-2016), kardinaal in 2016

Indianapolis (aartsbisdom) · Evansville · Fort Wayne-South Bend · Gary · Lafayette in Indiana